# Direito das coisas
Direito das coisas é um ramo do direito privado que trata dos direitos de posse e propriedade dos bens móveis e imóveis, bem como das formas pelas quais esses direitos podem ser transmitidos. Os direitos reais, que abrangem o direito de propriedade e os direitos reais sobre coisa alheia (porém, não abarcam o direito à posse), possuem previsão legal no art. 1225 do Código Civil. Este artigo é um rol taxativo que enumera quais são os direitos reais admitidos no direito brasileiro, motivo pelo qual não se pode dizer que direito à posse é um direito real. É importante entender que essa designação de nenhum modo atribui direitos às coisas: são pessoas, seres humanos, exclusivamente, os que podem ter direitos.

## Princípios
- Princípio da coisificação -  direito real deve versar sobre coisas e não sobre pessoas ou outros bens não coisificáveis;
- Princípio da especialidade ou individualização - o objecto dos direitos reais deve ser uma coisa certa e determinada;
- Princípio da totalidade da coisa - o objecto de um direito real é a coisa na sua totalidade;
- Princípio da compatibilidade - só pode existir um direito real sobre determinada coisa, na medida em que seja compatível com outro direito real que a tenha por objecto;
- Princípio da elasticidade - o direito sobre uma coisa tende a abranger o máximo de utilidades que proporciona;
- Princípio da transmissibilidade - os direitos reais podem mudar de titular quer inter vivos, quando vivos, quer mortis causa, quando mortos;
- Princípio da consensualidade - segundo o código civil Português, basta um contrato para que se transmita um direito real, não é necessária a tradição da coisa (eficácia real do contrato); porém, segundo redação do Art 1.226 do Código Civil Brasileiro, dispõe de maneira diversa, onde somente será transmitido um direito real com a tradição da coisa.
- Princípio da tipicidade - não é possível constituir direitos reais diferentes dos previstos na lei;

[Quanto à primeira parte (Portugal), de muito perto, Direitos Reais A. Santos Justo, Coimbra Editora]

## Posse
A posse pode ser real ou presumida, de boa-fé ou de má-fé, direta ou indireta.
Existem duas teorias que definem o conceito de posse:
- Teoria de Savigny (subjetiva): Para Savigny, a fim de se caracterizar a posse, é necessário que o possuidor tenha o corpus (ter a coisa em seu poder), e animus (vontade de ter a coisa como sua), sendo que se tiver somente o corpus não será considerado possuidor e sim, detentor, não tendo, com isto, proteção possessória.[2]
- Teoria de Ihering (objetiva): Para Rudolf von Ihering, a fim de se configurar a posse, há necessidade de se comprovar apenas o corpus, dispensando-se o animus, pois este encontra-se inserido naquele.[2]

Além destas existem outras como menos repercussão, como as teorias de Ferrini, de Riccobono e de Barassi. Também surgiram recentemente as chamadas teorias sociais que incluem o caráter econômico e função social da posse, com algum desses autores sendo Silvio Perozzi, Raymond Saleilles e Hernandez Gil.
A posse admite diversas classificações, o que é fundamental para a compreensão do instituto e seus efeitos jurídicos. 
Levando-se em conta a relação mantida entre a pessoa e a coisa sobre a qual recai a posse, temos a seguinte classificação:
- Posse direta ou imediata: aquela que é exercida por quem tem a coisa materialmente, havendo um poder físico imediato. Por exemplo, a posse exercita pelo locatário, por concessão do locador. [4]
- Posse indireta ou mediata: exercida por meio de outra pessoa, havendo mero exercício de direito, geralmente decorrente da propriedade. Por exemplo, o que se verifica em favor do locador, proprietário do bem. [4]

Já quanto à classificação em relação à presença de vícios, leva-se em conta os critérios objetivos que constam no art. 1.200 do CC/2002, que são classificadas da seguinte forma:
- Posse justa: é a que não apresenta os vícios da violência, da clandestinidade ou da precariedade, sendo uma posse limpa.[4]
- Posse injusta: apresenta os referidos vícios, pois foi adquirida por meio de ato de violência, ato clandestino ou de precariedade, nos seguintes termos: 1. Posse violenta: é obtida por meio de esbulho, por força física ou violência moral. A doutrina em o costume de associá-la ao crime de roubo. Por exemplo, integrantes de um movimento popular invadem violentamente, removendo e destruindo obstáculos, uma propriedade rural que está sendo utilizada pelo proprietário, cumprindo sua função social; 2. Posse clandestina: é a obtida às escondidas, de forma oculta, à surdina. É assemelhada ao crime de furto. Por exmeplo, integrantes de um movimento popular invadem, à noite e sem violência, uma propriedade rural que está sendo utilizada pelo proprietário, cumprindo sua função social; 3. Posse precária: é a obtida com abuso de confiança ou de direito. Tem forma assemelhada ao crime de estelionato ou à apropriação indébita, sendo também denominada de esbulho pacífiico. Por exemplo, o locatário de um bem imóvel que não devolve o veículo ao final do contrato.  [4]

## Propriedade

### Conceito
Pode-se dizer que a propriedade é o direito conferido a alguém, ao qual lhe proporciona os poderes de uso, gozo, disposição e ainda de reavê-lo de quem injustamente o detenha.
- sinteticamente: submissão da coisa à pessoa, observando-se, contudo, as restrições legais.
- analiticamente: confere os direitos de usar, fruir, dispor e reaver.
- descritivamente:
  - direito complexo - em razão de haver vários direitos consubstanciados, ou seja, inseridos em si.
  - direito absoluto: porque podem se opor contra todos
  - direito perpétuo: ocorre tendo em vista que uma das características do direito de propriedade é a sua perpetuidade.
  - direito exclusivo: consiste no direito de que tem o proprietário de proibir que terceiro pratique qualquer ato de domínio..

Incluem-se no Direito de Propriedade os direitos de vizinhança, as árvores limítrofes, a passagem forçada, a passagem de cabos e tubulações, as águas, os limites entre prédios e direito de tapagem, o direito de construir, o condomínio, a propriedade resolúvel e a propriedade fiduciária.

## Condomínio

### Conceito
Verifica-se a existência do condomínio quando mais de uma pessoa tem a propriedade sobre determinado bem, seja ele móvel ou imóvel. A respeito da estrutura jurídica do condomínio, leciona Washington de Barros Monteiro que o Direito Brasileiro consagrou a teoria da propriedade integral ou total. Desse modo, há no condomínio uma propriedade “sobre toda a coisa, delimitada naturalmente pelos iguais direitos dos demais consortes; entre todos se distribui a utilidade econômica da coisa; o direito de cada condômino, em face de terceiros, abrange a totalidade dos poderes imanentes ao direito de propriedade; mas, entre os próprios condôminos, o direito de cada um é autolimitado pelo de outro, na medida de suas quotas, para que possível se torne sua coexistência”.

### Classificações
O condomínio admite algumas classificações, levando-se em conta três diferentes critérios. De início, quanto à origem, o condomínio é classificado em voluntário, incidente e necessário.
- O condomínio voluntário ou convencional é aquele que decorre do acordo de vontade dos condôminos, como exercício da autonomia privada. Em suma, nasce de um negócio jurídico bilateral ou plurilateral, em que há uma composição de interesses dos envolvidos, com finalidades específicas. A título de exemplo, alguns amigos compram um imóvel para investimentos em comum, situação concreta que também pode ser regulada pela Lei 13.777/2018, que trata da multipropriedade, como se verá. Ou ainda, na esteira de acórdão antes citado, a situação de pessoas que resolvem fazer uma construção em condomínio, em regime de incorporação imobiliária. No silêncio do instrumento de sua instituição, presume-se que a propriedade estará dividida em partes iguais, de acordo com o número de envolvidos (concursu partes fiunt).[4]

- O condomínio incidente ou eventual origina-se de motivos estranhos à vontade dos condôminos, como nas hipóteses envolvendo o recebimento de bens como herança. Como é notório, aberta a sucessão pelo falecimento de alguém, a herança transmite-se, desde logo, aos herdeiros legítimos e testamentários (art. 1.784 do CC/2002). Desse modo, até a partilha há a instituição de um condomínio entre os sucessores.[4]

- Na classificação relativa à origem, há, ainda, o condomínio necessário ou forçado, decorrente de determinação de lei, como consequência inevitável do estado de indivisão da coisa. Nasce dos direitos de vizinhança, tal como nas hipóteses de paredes, muros, cercas e valas (art. 1.327 do CC/2002).[4]

## Hipoteca
A hipoteca é o direito real que o devedor confere ao credor, sobre um bem imóvel de sua propriedade ou de outrem, para que o mesmo responda pelo resgate da dívida.
- O que garante a dívida é a substância de um imóvel, no qual continua na posse do proprietário, embora responda pelo resgate do débito.
- O devedor conserva em suas mãos o bem dado em garantia. Mas, se não paga a dívida, o credor pode promover a alienação judicial da coisa e pagar-se com preferência pelo produto da venda, face aos demais credores que não gozem de melhor garantia.

Espécies
- A hipoteca convencional: quando se origina do contrato
- A hipoteca legal: quando emana da lei
- A hipoteca judicial: quando decorre de uma sentença.(isso não existe mais)

### Princípios regendo a hipoteca
O princípio de especialização
- A especialização consiste na determinação precisa dos bens dados em garantia (descrição, localização) bem como o montante da dívida.
- Assim, terceiros que tomem conhecimento do negócio podem avaliar o ônus que pesa sobre esse bem.
- A falta de especialização impede o surgimento do direito, conduzindo a invalidade do negócio em relação a terceiros.

O princípio da publicidade
- A publicidade se faz através do registro estricto sensu da hipoteca no Registro de Imóveis.
- Sendo a hipoteca um direito real, só se constiui após o registro do título no Registro adequado.

#### Efeitos da hipoteca

##### Efeitos em relação ao devedor
- O devedor conserva todos os direitos sobre a coisa.
- Mas não pode praticar atos que sejam capazes de desvalorizar a coisa, deteriorá-la ou destruí-la.
- Proposta a ação executiva, o bem dado em garantia é arrancado das mãos do devedor e entregue ao depositário judicial.

##### Efeitos em relação ao credor hipotecário
- Vencida a obrigação, pode o credor vender ou trocar judicialmente o imóvel objeto da garantia e pagar-se de seu crédito, com preferência sobre qualquer outro credor.

##### Efeitos diante de terceiros
- O adquirente do imóvel hipotecado não pode impedir que o prédio seja objeto de execução, alegando ignorância do fato. Entretanto, quando se tratar de aquisição por usucapião extraordinária, diante da inexigibilidade da boa fé para sua aquisição, o terceiro poderá, preenchidos os requisitos legais para usucapião, alegar em sua defesa este instituto jurídico.

## No Brasil
O novo Código civil brasileiro (lei nº 10.406/02), que entrou em vigor em 11 de janeiro de 2003, trata da matéria no Livro III da Parte Especial, denominado "Do Direito das Coisas". O direito das coisas assume cunho patrimonial e contém, precipuamente, disposições sobre a posse, a propriedade, bem como sobre as prerrogativas que derivam do direito de propriedade, isto é, os direitos reais sobre coisas alheias. Esses direitos são considerados desmembramentos da propriedade, compreendendo os direitos de gozo ou fruição, os direitos de garantia e os direitos de aquisição.
São direitos reais considerados no art. 1.225 do Código Civil: a propriedade, a superfície, as servidões, o usufruto, o uso, a habitação, o direito do promitente comprador do imóvel, o penhor, a hipoteca, a anticrese, a concessão de uso especial para fins de moradia, a concessão de direito real de uso e a laje.

## Em Portugal
O Código Civil Português, no livro III "DIREITO DAS COISAS", começa por regular no seu artigo 1251º a posse, ali definida como "o poder que se manifesta quando alguém actua por forma correspondente ao exercício do direito de propriedade ou de outro direito real"; no título II do mesmo livro, a propriedade, artigo 1302º "Só as coisas corpóreas, móveis ou imóveis, podem ser objecto do direito de propriedade regulado neste código", a compropriedade artigo 1403º "Existe propriedade em comum, ou compropriedade, quando duas ou mais pessoas são simultaneamente titulares do direito de propriedade sobre a mesma coisa".
O Código Civil prevê os seguintes direitos reais de gozo: propriedade, usufruto, uso, habitação, superfície e servidões prediais. Além destes, são ainda considerados direitos reais (de garantia) a hipoteca, o penhor, o direito de retenção, os privilégios creditórios especiais, bem como o direito de preferência legal e o direito do beneficiário da promessa de alienação à qual tenha sido atribuída eficácia real (direitos reais de aquisição).
A qualificação de outros direitos como direitos reais é controversa.